# Phoradendron mairaryense
Phoradendron mairaryense är en sandelträdsväxtart som beskrevs av Ernst Heinrich Georg Ule. Phoradendron mairaryense ingår i släktet Phoradendron och familjen sandelträdsväxter. Inga underarter finns listade i Catalogue of Life.